# Fridrik I. Barbarossa
Fridrik I., zvan Barbarossa (Waiblingen ili Weingarten u (Altdorf) kod Ravensburga, oko 1122. – na rijeci Saleph, u današnoj Turskoj, 10. lipnja 1190.), rimsko-njemački kralj od 1152., rimsko-njemački car (1155. – 1190.), švapski vojvoda od 1147. godine kao Fridrik III. iz dinastije Hohenstaufen. Nadimak Barbarossa (barba „brada“, rossa „crven/crvenkast“) dobio je u Italiji zbog crvenkaste brade. Jedan je od najpoznatijih srednjovjekovnih vladara.

## Životopis
Nije točno poznato gdje se rodio ovaj vladar. Jedini izvor o tome kaže da je njegova majka Judita iz kuće Welfa rodila svoje  „prvo dijete“ u dvorcu kod Altdorfa, danas Weingarten. Budući da je tada bilo uobičajeno, da majke djecu donose na svijet u svome zavičaju, posve je izvjesno da je Fridrik rođen u zavičaju svoje majke. Doduše nije sigurno da je njezino prvo dijete baš bio Fridrik, jer je tada smrtnost novorođenčadi bila vrlo velika.

### Švapski vojvoda
Kao sin Staufovca švapskog vojvode Fridrika II. Jednookog i Welfkinje Judite, kćeri bavarskog vojvode Henrika Crnog, Fridrik je potjecao od dviju tada najjačih velikaških obitelji u Svetom Rimskom Carstvu, usto i međusobno sukobljenih. Nakon očeve smrti godine 1147. Fridrik je postao švapskim vojvodom pod imenom Fridrik III. Čini se da je nastavio politiku svoga oca u izgrađivanju moći kuće Staufen, dok je njegov stric njemački kralj Konrad III. nastojao povećati kraljevsku moć. U sukobima između Konrada i Welfa Fridrik je bio neutralan, čini se da je čak spriječio jedan njegov postupak protiv Welfa.
27. prosinca 1146. godine Konrad III. je u katedrali u Speyeru objavio da ide u drugi križarski rat. Brzo nakon toga i Fridrik je svečano obećao da će mu se priključiti, usprkos tome što mu je njegov otac, teško bolestan, povjerio upravljanje vojvodstvom te zaštitu svoje druge žene i njezine djece.  Fridrikov otac umro je u travnju 1147. te je on samo nekoliko dana kasnije kao novi vojvoda Švapske krenuo u Svetu zemlju. Za vrijeme trajanja drugog križarskog rata Fridrik je kao vjeran saveznik kralja Konrada bio čvrsto na njegovoj strani. U rujnu 1148. obojica su, vraćajući se iz križarskoga rata kući, stigli u Carigrad gdje su prezimili. Fridrik se u proljeće 1149. vratio u Švapsku.

### Prve godine

#### Okolnosti izbora za kralja
Nakon iznenadne smrti Konrada III. 15. veljače 1152. u Bambergu, Fridrik je već 4. ožujka 1152.  u Frankfurtu na Majni izabran za njemačkoga kralja.  Nadbiskup Kölna Arnold II. von Wied ga je 9. ožujka u Dvorskoj kapeli u Aachenu i okrunio. Takav brz izbor i krunidba može se jedino objasniti činjenicom da je to planirao već Konrad III. prije namjeravanog pohoda na Italiju. To je bio uobičajeni postupak radi osiguranja dinastičkog naslijeđa prije polaska na velika putovanja odnosno u rat odakle se mnogi nisu vratili. Konrad je htio da ga naslijedi osmogodišnji sin Henrik, ali on je umro već 1150. U Fridrikovu korist govorilo je više činjenica: njegovi roditelji bili su iz dvaju suparničkih velikaških obitelji pa je bilo za nadati se da će Fridrik barem djelomično stišati njihove sukobe; također je slovio za mudrog političara i diplomata, odlučnog čovjeka od djela. Sve to doprinijelo je da ga knezovi jednoglasno izaberu.
Sačuvana je obavijest o Fridrikovu izboru za kralja upućena papi Eugenu III. iz koje je vidljiv program njegove vladavine: najviši princip bio je ponovna uspostava privilegija Crkve i uzvišenosti Carstva (honor imperii i sacrum imperium). Nije to bila nova misao. Nalazimo ju također i u izbornoj diplomi Konrada III. kao i u jednom papinom pismu opomene iz siječnja 1152.

#### Prvi potezi
Odmah po dolasku na vlast prva mu je briga bila održanje mira u državi. Uz općeniti zakon o državnom miru pokušao je umiriti i državne velikaše. Tako je Henriku Lavu vratio Bavarsku, a Burgundiju dao bivšem protivniku vojvodi Berchtoldu IV. iz obitelji Zähringen. Prema Crkvi Fridrik je postupao po starim državnim zakonima kao da Wormski konkordat i ne postoji. Investituru (uvođenje u službu) zadržao je za sebe i biskupske stolice popunjavao po političkoj potrebi. Biskupi opet postaju savjetnici, upravni činovnici, čak i kraljevi vojskovođe.

#### Ugovor u Konstanzu
U listopadu 1152. Fridrik je na saboru u Würzburgu najavio da u jesen 1154. ide u Rim da se okruni za cara. Odmah zatim započeli su pregovori s papom oko uvjeta Fridrikove krunidbe. Rezultat je bio Ugovor u Konstanzu sklopljen u ožujku 1153. u istoimenom mjestu. Tim ugovorom Fridrik se obvezao da će ugušiti revoluciju u Rimu koja je izbila još krajem vladavine Konrada III. i grad predati pod papinu vlast; nadalje, da neće bez papina odobrenja sklapati mir s ustaničkim Rimljanima kao ni s Normanima, da će osigurati papinu vlast nad Crkvom i da će se odupirati bizantskim teritorijalnim pretenzijama u južnoj Italiji. Papa je sa svoje strane obećao da će Fridrika okruniti za cara i podupirati njegovu vladavinu, da će sve njegove protivnike izopćiti iz Crkve i sudjelovati u protjerivanju Bizantinaca iz južne Italije. Fridrik je također postigao da papa smijeni nadbiskupa Mainza te biskupe Mindena, Hildesheima i Eichstätta, koji su podupirali Welfe i na njihovo mjesto imenuje njemu sklone osobe.
Fridrik je u rujnu 1153. unatoč uvjetima ugovora pokrenuo pregovore o savezu s Bizantom. Ponudio je da će se oženiti jednom bizantskom princezom, ali pregovori su ubrzo zapeli. Zato je 9. svibnja 1154. u Bizant otputovalo poslanstvo na čelu s Anselmom od Havelberga kako bi spasilo mogući savez. Vratilo se kući sljedeće godine, ali odnos s Bizantom i dalje je ostao nejasan.
U lipnju 1154. Fridrik je sazvao sabor u Goslaru. Na tom je saboru vojvoda Henrik Lav dobio pravo investiture (uvođenja u službu) biskupa na svojim teritorijima na Baltičkom moru, a obećano mu je i rješenje spora oko Bavarske.

#### Prvi pohod u Italiju
U listopadu 1154. Fridrik je s vojskom krenuo u Rim. Stanje u južnoj Italiji dotle se promijenilo jer je u veljači iste godine umro sicilski kralj Roger II. Novi papa Hadrijan IV. nije priznao njegova sina Vilima I. za kralja, ali ovaj je ipak stupio u pregovore s papom nastojeći da dođe do rješenja. Hadrijan se također bojao moguće bizantske invazije na Italiju te iznova podsjetio Fridrika na uvjete ugovora u Konstanzu. Papa je bio u teškom položaju jer je također bio i u sukobu s ustaničkim Rimljanima i njihovim Senatom. Papa i kralj susreli su se u mjestu Sutri (oko 50 km sjeverno od Rima) i zajedno krenuli prema Rimu. Senat je zatražio od njih da priznaju ustav grada Rima koji je donio, plate 5000 funti zlata te je zastupao gledište da budući car prima krunu od grada Rima, a ne od pape. Fridrik je odlučno odbio ove zahtjeve našto je Rim zatvorio gradska vrata njemu i papi. Vatikan u to doba nije bio unutar rimskih zidina.
18. lipnja 1155. papa Hadrijan IV. okrunio je u Bazilici sv. Petra Fridrika Barbarossu za cara Svetog Rimskog Carstva. Odmah nakon krunidbe Rimljani su podigli ustanak želeći zarobiti papu. Protiv njih su se sve do noći borile careve i papine trupe. Nakon sklopljenog mira Fridrik nije, iako ga je Ugovor u Konstanzu na to obvezivao, intervenirao protiv gradskog stanovništva niti je papi vratio vlast nad gradom. Također je izostao i pohod protiv Normana na Siciliji, iako su to od cara tražili i bizantski poslanici s kojima je Fridrik u Anconi pregovarao o savezu. Protiv pohoda na Normane bili su i knezovi u carevoj pratnji. Pregovori s Bizantom o savezništvu na kraju su propali.
Zbog kršenja Ugovora u Konstanzu pogoršali su se odnosi cara i pape što je postalo povodom budućim sukobima. Fridrikov položaj u Italiji se također pogoršao. U Apuliji je naime izbio ustanak protiv Normana kojega je potpomagao Bizant. No, Normani su uspješno ugušili ustanak i preoteli Bizantincima grad Brindisi. Papa Hadrijan IV. je zbog takva razvoja događaja stupio u pregovore s Normanima rezultat čega je bio Ugovor u Beneventu sklopljen 1156. Normani su sljedećih godina bili zaštitnici papinstva prije svega u njegovom sukobu s gradom Rimom i time ugrozili carev položaj. Ugovor u Beneventu bio je zato važan korak u razdvajanju papinske i carske vlasti koje su dotada manje ili više usko surađivale.

#### Daljnji događaji i strukturalne promjene u Carstvu
Nakon što je na saboru u Goslaru obećao da će naslov bavarskog vojvode pripasti Henriku Lavu, Fridrik je u rujnu 1155. godine počeo pregovore s Henrikom Jasomirgottom o odšteti zbog gubitka Bavarske. Pregovori nisu donijeli rezultata pa je Fridrik u listopadu iste godine dao da bavarski velikaši u Regensburgu polože zakletvu vjernosti Henriku Lavu. Vojvodina Bavarska ostala je formalno u rukama Henrika Jasomirgotta još do 8. rujna 1156. Kada on međutim ni tada nije htio predati Bavarsku, izgleda da je oko Duhova iste godine došlo do kompromisa: Babenbergovci (kojima je Jasomirgott pripadao) odrekli su se Bavarske, koju su dobili Welfi, ali zadržali su vojvodsku čast. Morali su se međutim ograničiti na Austriju. Car je također izdao ispravu tzv. Privilegium minus kojom je Austriji dao autonomiju čime su položeni temelji za kasniji samostalan razvoj Austrije i njen uspon.
Fridrik se prije 2. ožujka 1147. godine oženio s Adelheid (Adelom) od Vohburga, kćerkom markgrofa Diepolda III. od Vohburga i nasljednicom Egerlanda. Brak je bio bez djece pa je u ožujku 1153. razvrgnut što Fridrika nije sprječilo da Egerland da svome rođaku Fridriku od Rothenburga. 17. lipnja 1156. Fridrik se oženio po drugi put i to s maloljetnom Beatrix od Burgundije (* 1145., † 15. studenoga 1184. u Jouhéu kod Dolea), kćerkom burgundskoga grofa Rainalda III. To vjenčanje donijelo je Fridriku titulu burgundskoga grofa i omogućilo mu time lakši prelazak preko Alpa na zapadu, ali jedva da je povećalo njegov utjecaj na tom području. 30. srpnja 1178. okrunjen je u Arlesu za kralja Burgundije, a njegova žena za kraljicu u kolovozu iste godine u Vienneu.
Fridrik je u ovoj fazi promijenio strukture vladanja u čitavom Carstvu. Tako je u Italiji prvi put uveden redoviti državni porez fodrum, koji je moralo plaćati talijansko plemstvo. To je zajedno s davanjima koja su plaćali talijanski gradovi dalo znatan poticaj razvitku novčane privrede. Promijenila se i struktura vojske. Pored plemića koji su na temelju lenske zakletve vjernosti bili dužni služiti u carskoj vojsci pojavljuju se malo-pomalo i plaćenici.
Fridrik je ojačao kraljevsku teritorijalnu moć prije svega proširenjem državnoga dobra u Tiringiji i osnivanjem gradova Pegau i Chemnitz.

### Fridrikova talijanska politika

#### Sukob s papinstvom
Prvi vojni pohod u Italiju 1154./55. Fridrik nije poduzeo samo kako bi stekao carsku krunu, nego je, kao i u sljedećih pet vojnih pohoda, također namjeravao učvrstiti neospornu vlast nad carskom Italijom, prije svega nad lombardijskim gradovima. Cilj je bio sačuvati honor imperii što je zapravo značilo vladarska prava cara. S tim u vezi, pojam Sacrum Imperium (sveto Carstvo) nastao je 1157. upravo u staufovskoj kancelariji.
Fridrik je zapravo prije svega htio steći saveznike. Tako se potrudio da poboljša odnose s Babenbergovcima koji su izgubili Bavarsku i bili potisnuti u Austriju poduzevši u ljeto 1157. vojni pohod kako bi na prijestolje vratio poljskog vojvodu Vladislava II., koji je bio u bračnim vezama s Babenbergovcima, ali bez uspjeha. U siječnju 1158. dao je češkom vojvodi Vladislavu II., također u srodstvu s Babenbergovcima, kraljevski naslov.
Car si je također osigurao naklonost Bremenske nadbiskupije podupirući je u nastojanju da stekne primat nad nordijskom Crkvom, a protiv pape koji je htio da to ima nadbiskupija Lund. Kad je nadbiskup Lunda Eskil vraćajući se iz Rima kroz Burgundiju kući bio zarobljen, Fridrik nije ništa poduzeo da ga oslobodi. Tako je istovremeno pokušao utjecati na sukob oko nasljedstva danskog prijestolja.
Fridrik je za listopad 1157. godine sazvao Reichstag (Sabor) u Besançon, prije svega da istakne svoja vladarska prava na Burgundiju. Dvojica papinskih legata (poslanika) tražili su puštanje nadbiskupa Eskila koga su u zarobljeništvu držali carevi pristalice. Na saboru je pročitano pismo pape Hadrijana IV. u kome je on Carstvo opisao riječju beneficium. Ta se riječ mogla prevesti kao leno ili kao dobročinstvo. Rainald od Dassela, od 1156. godine kancelar Carstva i jedan od carevih najužih pouzdanika, tu je riječ preveo kao leno što je značilo da je papa rekao da je Fridrik od njega dobio Carstvo kao papinsko leno te je i time papi podređen. Protiv takvog prijevoda nisu se pobunili nazočni papini legati što je izazvalo sukob. Njihova prtljaga je nakon toga pretražena i u njoj su pronađene mnogobrojne privilegije koje je papa namjeravao podijeliti njemačkim biskupima čime bi otvoreno bio narušen carev suverenitet nad njemačkom Crkvom u korist pape. Te dvije papine provokacije uzrokovale su propagandističku kampanju u kojoj je car stekao potporu većine njemačkih biskupa. Biskupi su zabranili svome kleru da ulaže priziv kod rimske Kurije čime su htjeli poništiti papin utjecaj. Interesi biskupa poklopili su se s carevim interesima jer su htjeli steći nezavisnost njemačke Crkve od Rima.
Protupapinsko raspoloženje nije stišala ni izjava pape Hadrijana IV. u lipnju 1158. da nije mislio leno nego dobročinstvo (Beneficium: non feudum, sed bonum factum). Papa također nije mogao spriječiti, kontaktirajući Henrika Lava, carev drugi vojni pohod u Italiju.

#### Drugi pohod u Italiju
U rujnu 1158. godine Fridrikova vojska potukla je grad Milano, u studenome car je sazvao sabor na Ronkalijskim poljima radi reguliranja uprave u Italiji. Sastavio je komisiju pravnika s Bolonjskog sveučilišta (poznatom po dobrim pravnicima) koja je sastavila tzv. Ronkalijske zakone. Kao osnova uzeto je rimsko pravo, a carskom pravu dana je prednost pred pravima gradskih komuna (ius commune). One su sad morale tražiti potvrdu svojih prava od cara što je bio povod za kasniju pobunu nekoliko gradova. Ovaj sabor označio je početak restrukturirane Fridrikove politike prema Italiji.
Na saboru i u zimskoj pauzi koja je uslijedila sukobile su se careve i papine predodžbe o državi: Nakon što je Fridrik upravnu strukturu Carstva u Italiji proširio i na teritorije i biskupije na koje je pravo polagao papa, te započeo pregovore s gradom Rimom, na carski je dvor u proljeće 1159. došla papinska delegacija zahtijevajući od cara da te mjere opozove. Car je odbio s obrazloženjem da biskupi nemaju vlastiti teritorij nego se nalaze na teritoriju Carstva na kojem car ima vrhovni suverenitet. Papa je istovremeno započeo pregovore s Milanom koji je namjeravao povesti novi vojni pohod protiv cara, dok je car s druge strane primio poslanstvo grada Rima, već dugo u sukobu s papom.

#### Raskol
Fridrik je papi Hadrijanu IV. poslao Otta von Wittelsbacha. No, prije negoli je on stigao u Rim, papa je umro 1. rujna 1159. godine. Izborna skupština kardinala bila je podijeljena. „Talijanska“ struja izabrala je za papu Rolanda Bandinellija pod imenom Aleksandar III., a „carska“  Viktora IV. Aleksandra je ipak podupirala većina kardinala, dok je Viktora rimski narod proglasio papom. Fridrik je 1160. sazvao koncil u Paviji kako bi riješio sukob oko izbora. Ta akcija protekla je u znaku „carske ideje“, koju je formulirao Fridrik, pokušavši je nadovezati dijelom na kasnoantičko pravo, ali još jače na tradiciju salijskih careva. Prema toj ideji car je zaštitnik Crkve i treba odlučivati u slučaju sporova oko izbora za papu. No, carevo pravo da sazove koncil bilo je u to doba sporno. Aleksandar III. istodobno je poslao pisma cijelom kršćanskom svijetu kako bi dobio podršku za svoj izbor za papu. Koncil se sastao u veljači 1160. u katedrali u Paviji. Pristašama Aleksandra III. nije bilo dopušteno da dođu na koncil tako da je Viktor, očekivano, potvrđen za papu. Ostala Europa nije, međutim, zbog malog broja sudionika priznala zaključke toga koncila. Prije svega talijanski i francuski kler, ali i dio njemačkog klera, nisu priznavali koncil, a time ni Viktora za papu.
Raskol se proširio i izvan Carstva, prije svega u Englesku i Francusku. Fridrik je još 1159. pozvao engleskog kralja Henrika II. i francuskog kralja Luja VII. da zajedno riješe papinsko pitanje pokušavajući postići da za papu priznaju njegovog kandidata Viktora IV. Oba vladara su, međutim, službeno priznali Aleksandra III. kao papu.
U međuvremenu su se nastavljali sukobi u Italiji. Nakon što je u ožujku 1162. Milano ponovo kapitulirao i bio uništen, Fridrik je bio na vrhuncu moći u Italiji. Iz takvog povoljnog položaja car je planirao vojni pohod na Siciliju namjeravajući iskoristiti tamošnji plemićki ustanak. Pripreme su u lipnju prekinute jer je normanski kralj pobijedio ustanike, a osim toga, sukobi između Pise i Genove vezale su potrebnu flotu.
Fridrik je sada usmjerio pojačane diplomatske napore prema Francuskoj. Cilj je bio ugovor o prijateljstvu i priznanje Viktora IV. protiv Aleksandra III. koji je pobjegao u Francusku. Za kolovoz 1162. dogovoren je susret između cara, kralja i obojice papa na mostu prije rijeke Saône u mjestu Saint-Jean-de-Losne. Ako jedan od papa ne bude nazočan, drugi će biti priznat kao zakonit papa. Aleksandar je međutim odbio doći na susret, pa je Luj VII. izmolio odgodu. Fridrik je sazvao koncil u mjestu planiranog susreta, našto je Luj smatrao da ga dogovor više ne obvezuje. Car nije uspio da na tom koncilu Viktor IV. bude priznat kao zakonit papa. To se smatra jednim od carevih najvećih političkih poraza.
Kad je Viktor IV. umro u travnju 1164. činilo se da je raskol okončan. Rainald od Dassela je međutim dva dana poslije bez careva znanja dao za papu izabrati kardinala Wida von Crema pod imenom Paskal III.  Taj korak izazvao je masovan otpor, prije svega novoosnovanog Veronskog saveza u sjevernoj Italiji,  ali sve više i u Njemačkoj. Mnogobrojni njemački biskupi i duhovnici, osobito u Burgundiji, priznali su Aleksandra III. za papu.
Fridrik, sve više u kritičnom položaju, reagirao je pojačanim diplomatskim naporima. U središtu je bio križarski rat za oslobođenje Jeruzalema, zajedno s francuskim i engleskim kraljem.  Time je trebao biti okončan sukob između kršćanskih kraljevstava i poboljšan odnos s Aleksandrom III.  Rainald von Dassel otputovao je poslije Uskrsa 1165. na engleski dvor u Rouen i dogovorio vjenčanje dviju kćeri Henrika II. s carevim sinom te vojvodom Henrikom Lavom. Daljnji tijek pregovora odvijao se međutim neočekivano: Rainald je otputovao dalje na britanske otoke i uvjerio Henrika II. da za papu prizna Paskala III. Razlog toga preokreta bio je kraljev sukob s nadbiskupom Thomasom Becketom.
Odmah po povratku iz Engleske postigao je Rainald da se na saboru u Würzburgu položi tzv. Würzburška zakletva: car te mnogi knezovi i biskupi, ali ne svi, zakleli su se da Aleksandra III. ili njegova eventualnog nasljednika nikada neće priznati za papu. Pozadina je bio zajednički postupak s Engleskom protiv pape čemu se car nadao. Na saboru je Fridrik smijenio nadbiskupa Mainza Konrada von Wittelsbacha. Osim toga nastojao je na području oko Salzburga, gdje je Aleksandar III. imao podršku, ojačati svoj položaj.
Istovremeno s političkim sukobima pokušao je car njemačkom dijelu Svetog Rimskog Carstva dati dodatan teološki značaj. 1164. ostaci svetih triju kraljeva preneseni su u Köln. Na Božić 1165. Karlo Veliki u Aachenu je proglašen svetim, da se i na taj način dobije bolja legitimacijska baza, osobito zato što je Karlo imao važnu ulogu u carskoj ideji Fridrika Barbarosse. Međutim, izvan granica Carstva taj čin jedva da je bio od nekog značaja.
U međuvremenu Würzburška zakletva jedva da je imala djelovanja. Ni engleski kralj Henrik II. nije se okrenuo protiv pape Aleksandra III., prije svega zato što je poslije ubojstva Thomasa Becketa (za što se barem djelomično sumnjičilo i kralja) hitno trebao Aleksandrovu podršku, kojega je osim toga podržavala i većina engleskih biskupa.
U svibnju 1166. godine, umro je sicilski kralj Vilim I. Borbe oko nasljedstva učinile su Normane nedjelatnima u talijanskim ratovima tako da papa Aleksandar III. nije mogao računati na njihovu pomoć. Fridrik je iskoristio to stanje i započeo četvrti vojni pohod u Italiju na kojega je još u ožujku 1166. na saboru u Ulmu obvezao većinu njemačkih velikaša. Rainald von Dassel i nadbiskup Mainza Christian krenuli su s vojskom na zapadu talijanskog poluotoka protiv Rima i pobijeidli u bitki kod Tusculuma, dok je car zauzeo Anconu i prodro do Apulije. 1167. zauzet je Rim. Protupapa Paskal III. okrunio je u Bazilici sv. Petra Fridrikovu ženu za caricu, papa Aleksandar III. pobjegao je, preodjeven u hodočasnika, u Benevento. U carevoj vojsci izbila je snažna epidemija  (vjerojatno malarija) pokosivši mnoge velikaše i plemiće. U Njemačku su se vratili tek ostaci nekad velike vojske.
Sjevernotalijanski gradovi iskoristili su carev poraz udruživši se 1167. godine u Lombardski savez koji je podržavao papu Aleksandra III. Savez su snažno poduprli Bizant i Normani.
U Njemačkoj je ovaj poraz imao za posljedicu da je car preuzeo mnoga područja velikaša i plemića koje je pokosila kuga, osobito welfska dobra u Gornjoj Švapskoj. Tako je nastao staufovski odn. kraljevski teritorijalni pojas između welfske Bavarske i područja Zähringovaca oko Freiburga. Istodobno je neka područja prepustio svom polubratu Konradu. Sve to ojačalo je carev utjecaj u središnjoj Njemačkoj.

#### Sporazum s papom i talijanskim gradovima
U toj situaciji pojačao je Fridrik pregovore s papom Aleksandrom III. Nakon smrti Paskala III. u jesen 1168. ipak je ponovo izabran protupapa Kalist III. Car se istodobno pripremao da postigne dogovor s Aleksandrom: Na Duhove 1169. njegov drugorođeni sin Henrik određen je za nasljednika prijestolja kao njemački kralj. Vjerojatno je on trebao priznati Aleksandra, dok je Fridrik ustrajao u svom stavu kako bi se prilikom promjene na prijestolju postigao dogovor. Car je dodatno nastojao da francuski i engleski dvor posreduju između njega i pape.
Fridrik ipak nije provodio samo politiku smirivanja nego je nastavio i na konfrontaciji. U ožujku 1172. predbacio je Lombardskom savezu i pristašama pape Aleksandra III. da žele rimsko carsko dostojanstvo prenijeti na Bizant. To mu je bio povod za peti pohod u Italiju godine 1174. koji nije bio usmjeren protiv Rima nego isključivo protiv sjevernotalijanskih gradova.  Carska vojska nije međutim postigla značajniji uspjeh tako da je već sljedeće godine sklopljeno primirje između cara i Lombardskog saveza. Gradovi su se doduše formalno pokorili, ali odluke je donosio paritetski arbitražni odbor. Dogovor nije bio duga vijeka jer je car zahtijevao uništenje grada Alessandrije, a gradovi su tražili da se u pregovore uključi papa.
U jesen 1175. godine Fridrik je zamolio svježe trupe iz Njemačke.  Prije svega Henrik Lav kao najmoćniji knez i vladar Bavarske odbio je caru poslati nove vojnike uvjetujući to prepuštanjem Goslara s bogatim rudnicima srebra. U bitki kod Legnana 29. svibnja 1176. car je bio poražen. Morao je sklopiti mir sa sjevernotalijanskim gradovima i praktički im priznati autonomiju.
Car je u jesen 1176. godine, nakon posredovanja cistercita,  poslao papi Aleksandru III. poslanstvo koje je trebalo dogovoriti mir. Ali papa je htio da se dogovor sklopi između svih sudionika što je, osim Lombardskog saveza, trebalo uključivati i ostale talijanske gradove, Siciliju i Bizant. Bizant je međutim ubrzo otpao nakon što je car Manuel I. Komnen 1176. pretrpio poraz od muslimana i time postao preslab da papi bude od koristi. Pregovori su završili međusobnim priznanjem cara i pape, Fridrik je povukao Würzburšku zakletvu, a papa carevo izopćenje iz Crkve.  Car je osim toga obećao da će se povući s teritorija koje je zahtijevao papa, a papa je priznao valjanost svih biskupskih ređenja koje su obavili protupape.
Ti dogovori nisu međutim obuhvatili ni talijanske gradove ni Siciliju. S njima je car dalje pregovarao. Caru je pritom uspjelo da papa odustane od nekih teritorijalnih zahtjeva. S Lombardskim savezom sklopljen je mir u trajanju od šest godina, a sa sicilskim kraljem Vilimom II. mir u trajanju od 15 godina. Papa Aleksandar III. i car susreli su 1177. i osobno u Veneciji kako bi se zakleli na ugovor. Papa je na putu u Veneciju, prema pisanju jednog suvremenog kroničara,  13. ožujka 1177. ušao na bijelom konju u Zadar gdje ga je dočekalo svećenstvo i narod gromko pjevajući na hrvatskom jeziku.
Državnopravni značaj tih mirovnih ugovora povijesno je sporan. S jedne strane car je morao praktički odustati od svojih maksimalističkih zahtjeva. Povećano je razdvajanje između talijanskog i njemačkog dijela Svetog Rimskog Carstva. Pitanje tko ima veći vladarski autoritet, car ili papa, ostalo je nerazjašnjeno, iako je iz sukoba papa izašao ojačan, a car oslabljen. Car je prije svega morao odustati od pretenzija da vlada Rimom. S druge strane, postalo je jasno da je i papa itekako bio zainteresiran da postigne dogovor s carem čime je bila oslabljen položaj njegovih lombardskih saveznika u budućim mirovnim pregovorima.
Nakon isteka mirovnog ugovora u Veneciji car je 1183. s Lombardskim savezom sklopio mir u Konstanzu.  Fridrik je doduše morao pristati na mnoge zahtjeve sjevernotalijanskih gradova, ali je istodobno čvrsto uključio Lombardski savez u strukture Carstva. Savez je postao jedna vrsta interesnog udruženja sjevernotalijanskih gradova koje legitimira car. Caru je uspjelo regalije pretvoriti u redovita novčana davanja tih gradova čime su carska prava doduše bila znatno manja od prava salijskih careva, ali car je ipak participirao u njihovu bogatstvu i imao moćniji položaj nego njegov prethodnik Konrad III. Lombardski gradovi dobili su pravo biranja konzula kojega je međutim svakih pet godina ponovo morao postaviti car.  U godinama nakon sklapanja mira Toskana se počela razvijati u novi gradski centar moći. Carstvo je sada,  kao nadomjestak za pretrpljene gubitke u Lombardiji, počelo u srednjoj Italiji graditi svoju poziciju.
Koliko su obje strane bile zadovoljne nađenim kompromisom svjedoči i činjenica da se krajem siječnja 1186., za vrijeme careva šestog i posljednjeg vojnog pohoda u Italiju,  njegov sin Henrik VI. u Milanu vjenčao s Konstancom, tetom sicilskog kralja Vilima II. Normani su se nadali postignuću trajnog mira s carem i priznanju njihova kraljevstva, a Fridrik se nadao da će njegova dinastija naslijediti Normansko kraljevstvo na Siciliji jer je Vilim II. bio bez djece. Nakon vjenčanja uslijedila je Henrikova krunidba za kralja koja je jako podsjećala na carsku krunidbu. To mu je trebalo osigurati nasljedstvo Sicilije na temelju vlastite snage, a ne kao suprugu nasljednice Sicilije. Fridrik je od pape Lucija III. više puta tražio da još za njegova života okruni sina mu Henrika za cara. 1188. papa Klement III. okrunio je Henrika VI. za cara.

### Proces protiv Henrika XI. Lava
Posljednjih godina Fridrikove vladavine sve se više pogoršavao njegov odnos s welfskim mu rođakom bavarskim vojvodom Henrikom Lavom. Važan razlog tomu bilo je Henrikovo odbijanje da za vrijeme petog vojnog pohoda na Italiju pošalje caru nove vojnike. U siječnju 1179. car je na saboru u Wormsu optužio Lava zbog različitih prijestupa. Henrik Lav odmah je podigao protutužbu u kojoj je osim cara optužio i njegova saveznika nadbiskupa   Kölna dasu opustošili područje oko Hamelna. Do saslušanja nije došlo jer se Henrik Lav nije pojavio ni na jednom sudskom terminu. Nakon prvog izrečenog progonstva 1179. godine, u siječnju 1180. godine izrečeno je nad Henrikom Lavom progonstvo za područje cijelog Carstva, a svi njegovi posjedi bili su zaplijenjeni i podijeljeni na sljedeći način: Henrikovi sjevernonjemački posjedi podijeljeni su na dva dijela,  vojvodstvo Vestfaliju, koje je dobio nadbiskup Kölna Philipp von Heinsberg, i Sasku,  koju je dobio Bernhard von Anhalt. Za bavarskog vojvodu Fridrik je u rujnu 1180. godine postavio Otona I. Wittelsbacha.
Henrik Lav vojno se suprotstavio ovakvoj presudi, ali se već u studenom 1181. godine morao pokoriti caru. Osuđen je još jednom, ovaj put na tri godine progonstva.

### Križarski rat i smrt
Godine 1189. Fridrik je iz Regensburga krenuo u treći križarski rat. 1190. trebali su ga slijediti francuski kralj Filip II. August i engleski kralj Rikard I. Lavljeg Srca. Regentsku vlast u Carstvu preuzeo je carev sin Henrik VI.
Car je s vojskom krenuo niz Dunav preko Balkana. U Ugarskoj je sina Fridrika V. Švapskog zaručio s Konstancom, kćerkom   ugarsko-hrvatskog kralja Bele III. U ožujku 1190. careva vojska je kod Galipolja prešla u Malu Aziju.
Fridrik je u dvjema bitkama pobijedio Seldžuke. 10. lipnja 1190. car se kod grada Seleucije u zapadnoj Ciliciji utopio u rijeci Saleph.  Točne okolnosti njegove smrti nisu objašnjene: izvori dijelom navode da je car želeći se osvježiti nakon jahanja ušao u rijeku da se okupa; drugi pak izvori kažu da ga je prilikom, prelaženja preko rijeke prestrašeni konj zbacio te ga je težina njegove opreme povukla pod vodu. Spekulira se također da je car zbog ljetne vrućine i svojih godina kupajući se u ledenoj planinskoj rijeci pretrpio srčani udar.
Carevo srce i utroba pokopani su u gradu Tarzu, tijelo u Antiohiji, a kosti u Tiru.

## Moderna literatura
U djelu Baudolino, talijanskog pisca Umberta Eca, život i smrt Fridrika I. Barbarosse opisani su na jedan drugačiji fiktivan način.

### Sekundarna literatura
opći prikazi
- Odilo Engels: Die Staufer. 8. Auflage, Stuttgart 2005, ISBN 3-17-017997-7. (standardno djelo za razdoblje Staufovaca, vidi tamo daljnju literaturu)
- Wilhelm von Giesebrecht: Geschichte der deutschen Kaiserzeit. Bde. V (1880) und VI (1895). Bd. VI herausgegeben und fortgesetzt von B. von Simson (naginje romantičarskom prikazivanju Staufovaca)
- Knut Görich: Die Ehre Friedrich Barbarossas. Kommunikation, Konflikt und politisches Handeln im 12. Jahrhundert. Darmstadt 2001. ISBN 3-534-15168-2.
- Hagen Keller: Zwischen regionaler Begrenzung und universalem Horizont. Deutschland im Imperium der Salier und Staufer 1024–1250. Propyläen Geschichte Deutschlands. Bd 2. Berlin 1986. ISBN 3-549-05812-8
- Heinz Krieg: Herrscherdarstellung in der Stauferzeit. Friedrich Barbarossa im Spiegel seiner Urkunden und der staufischen Geschichtsschreibung. Ostfildern 2003, ISBN 3-7995-6760-7.
- Heinz Löwe: Die Staufer als Könige und Kaiser. U: Die Zeit der Staufer. Geschichte - Kunst - Kultur. Bd 3. (Aufsätze). Hrsg. vom Württembergischen Landesmuseum, Stuttgart 1977, S. 21–34.
- Stefan Weinfurter (Hrsg.): Stauferreich im Wandel. Ordnungsvorstellungen und Politik in der Zeit Friedrich Barbarossas. Stuttgart 2002, ISBN 3-7995-4260-4.
- Christian Uebach: Die Ratgeber Friedrich Barbarossas (1152–1167). Marburg 2008, ISBN 978-3-8288-9580-5. (recenzija)

biografije
- Heinrich Appelt: Friedrich Barbarossa (1152–1190). U: Helmut Beumann (Hrsg.): Kaisergestalten des Mittelalters. 2. Auflage. München 1985, ISBN 3-406-30279-3, S. 177–198.
- Joachim Ehlers: Friedrich I. U: Bernd Schneidmüller/Stefan Weinfurter (Hrsg.): Die deutschen Herrscher des Mittelalters, Historische Porträts von Heinrich I. bis Maximilian I. München 2003, ISBN 3-406-50958-4, S. 232–257
- Johannes Laudag: Friedrich Barbarossa. Eine Biographie. Regensburg 2009. ISBN 978-3-7917-2167-5.
- Ferdinand Opll: Friedrich Barbarossa. 3. Aufl., Darmstadt 1998, ISBN 3-534-04131-3.

## Vanjske poveznice
- Fridrik I. Barbarossa Hrvatska enciklopedija
- Fridrik I. Barbarossa Proleksis enciklopedija
- Regesta Imperii Fridrika I.
- genealogie-mittelalter.de
- Isprava iz Gelnhäusena  (Ed. Stuart Jenks) iz 1180.

| Prethodnik: | rimsko-njemački kralj (1152. – 1190.) | Nasljednik: |
| Konrad III. | rimsko-njemački kralj (1152. – 1190.) | Henrik VI.  |

| Prethodnik: Lotar III. | rimsko-njemački car car (1155. - 1190.) | Nasljednik: Henrik VI. |